# Opener Bier
Opener Bier is een Nederlandse microbrouwerij gevestigd in Dongen.

## Geschiedenis
Frank Wouters behaalde in 2015 een diploma van biersommelier bij Stibon, een Nederlands instituut gespecialiseerd in bieropleidingen. Na een reeks experimenten vanaf 2015 met kleinere ketels om zelf bier te brouwen besloot Wouters in 2017 op grotere schaal te produceren en richtte de brouwerij Opener Bier op in een voormalig rundveebedrijf in Dongen. De brouwerij werd in 2018 officieel geopend.  
De naam Opener Bier is afgeleid van een bieropener en geïnspireerd op een omgekeerde reclameslogan ‘Impossible is Nothing’ van Adidas.
De brouwketels met 500 liter capaciteit per brouwsel bevinden zich in de oude melkput van een koeienstal; daar is ook het proeflokaal gevestigd. De brouwerij heeft een capaciteit van 25.000 liter per jaar. Ze beschikt over een eigen hopveld waar 4 hopsoorten worden geteeld die dienen als ingrediënten voor het bier.   
Vanaf 2019 wordt een exclusief assortiment bier met de naam "Hotel de Bottle" gebrouwen voor het Efteling Wonder Hotel.
Het bier "Scream en Stout" won in 2022 de prijs van het Brabants Lekkerste bier en de zilveren medaille op de Dutch Beer Challenge in 2023.

## Bieren
Naast allerlei seizoensbieren en speciale tijdelijke brouwsels is dit het standaard assortiment van de brouwerij:
- Rood-Wit-Brouw, een Red Ale van 4,5%
- White Now, een Hefe Weizen van 5,0%
- Hopstakel, een Amerikaanse India Pale Ale van 6,1%
- Simply Blonde, een Belgisch Blond bier van 7,0%
- Doncker, een Dubbel van 6,5%
- TripleX, een Tripel van 9,5%
- Quad Fundum, een Quadrupel van 10%
- Scream & Stout, een Imperial Stout van 10,5%
- Hotel de Bottle, speciaalbier van 6,5%, exclusief bier voor het Efteling Hotel[8]